# Tsim Sha Tsui (stacja MTR)
Tsim Sha Tsui (chiński: 尖沙咀) – jedna ze stacji MTR, systemu szybkiej kolei w Hongkongu, na Tsuen Wan Line. Została otwarta 16 grudnia 1979.
Stacja obsługuje obszar Tsim Sha Tsui.